# Понте (Бреша)
Понте (итал. Ponte) је насеље у Италији у округу Бреша, региону Ломбардија.
Према процени из 2011. у насељу је живело 89 становника. Насеље се налази на надморској висини од 1054 м.